# Calhandra de Ouro

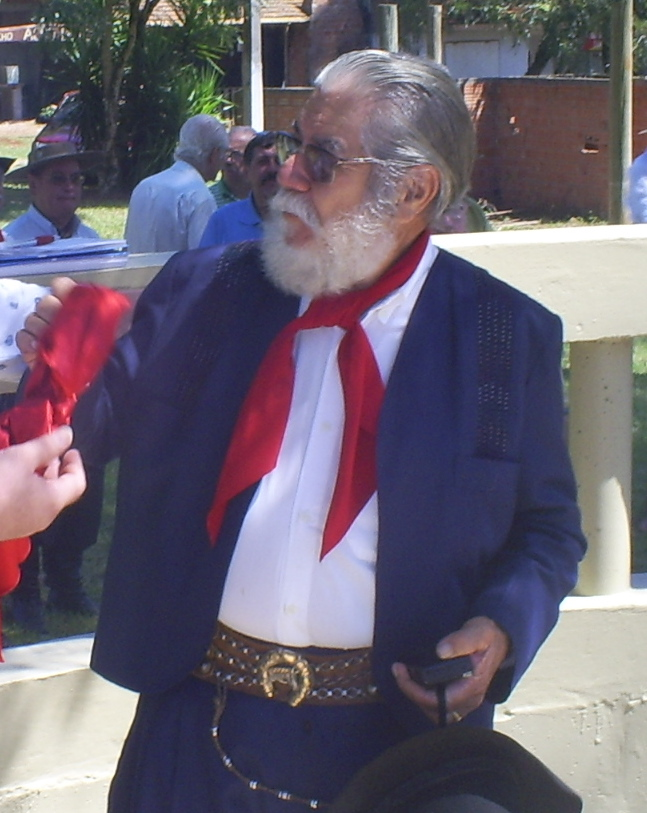
Telmo de Lima Freitas, ganhador do Calhanda de Ouro em 1979, com Esquilador

O trófeu Calhandra de Ouro foi concebido pelo artista plástico e compositor Paulo Ruschel. É o prêmio máximo da Califórnia da Canção Nativa, ficará na posse de quem for vencedor três vezes consecutivas ou cinco alternadas o festival. Os finais ocorrem tradicionalmente em Uruguaiana, Rio Grande do Sul.
A Calhandra, um pássaro que simboliza a autenticidade, a elegância, a humildade e a liberdade, pois não suporta o cativeiro. De belo canto, amigo do gaúcho e íntimo das casas de estâncias e dos fogões; imitador do canto de outros pássaros e responde ao assobio do homem.

## Vencedores
Material extraído do Livro de Poemas Oficial da XXX Califórnia da Canção Nativa